# Liste des œuvres d'art de Saint-Étienne
Pour un article plus général, voir Liste d'œuvres d'art public dans le département de la Loire.
Cet article vise à recenser les œuvres d'art dans l'espace public de Saint-Étienne, en France.

## Liste
Les œuvres sont classées par ordre chronologique d'installation, dans la mesure des informations disponibles.

### Sculptures
| Œuvre                                               | Auteur                                 | Localisation                                           | Notes                                                                | Installation | Coordonnées                      | Illustration                                        |
| --------------------------------------------------- | -------------------------------------- | ------------------------------------------------------ | -------------------------------------------------------------------- | ------------ | -------------------------------- | --------------------------------------------------- |
| Ancrages                                            | Laure Bertoni et Sébastien Philibert   | Intersection de la rue d'Arcole et de la rue du Coin   | Œuvre détériorée.                                                    | À déterminer | à géolocaliser                   | Image manquante                                     |
| Animali Domesticki                                  | Jean-Sébastien Poncet                  | Sur la place Sadi-Carnot                               |                                                                      | 2013         | à géolocaliser                   | Animali Domesticki                                  |
| Apollon                                             | Serge Goldberg                         | Sur la place Jean-Jaurès                               |                                                                      | 1951         | 45° 26′ 28″ nord, 4° 23′ 11″ est | Apollon                                             |
| Arbre                                               | Albert-Louis Chanut                    | Centre de formation d'apprentis des Mouliniers         |                                                                      | À déterminer | 45° 25′ 10″ nord, 4° 24′ 09″ est | Image manquante                                     |
| Arbre                                               | Emmanuel Louisgrand                    | Sur la place Louis-Comte                               |                                                                      | À déterminer | 45° 25′ 53″ nord, 4° 23′ 18″ est | Arbre                                               |
| Arbre multi couleurs                                | Philippe Million                       | Sur l'esplanade de France                              |                                                                      | 2007         | 45° 26′ 34″ nord, 4° 24′ 04″ est | Arbre multi couleurs                                |
| Baigneuse                                           | Pierre Brun                            | Dans le parc de l'Europe                               |                                                                      | 1949         | à géolocaliser                   | Image manquante                                     |
| Monument du bicentenaire de la Révolution française | Albert-Louis Chanut                    | Sur la place du Bicentenaire                           |                                                                      | 1989         | 45° 25′ 10″ nord, 4° 23′ 36″ est | Monument du bicentenaire de la Révolution française |
| Chevaux bleus                                       | Assan Smati                            | Sur l'esplanade de France                              |                                                                      | 2007         | 45° 26′ 34″ nord, 4° 24′ 02″ est | Chevaux bleus                                       |
| Les Colosses                                        | Yannick Vey                            | Sur la place Chavanelle                                |                                                                      | 2006         | 45° 26′ 06″ nord, 4° 23′ 33″ est | Les Colosses                                        |
| Monument à Louis Comte                              | Alfred Rochette                        | Sur la place Louis-Comte                               |                                                                      | À déterminer | 45° 25′ 54″ nord, 4° 23′ 16″ est | Monument à Louis Comte                              |
| Coq gaulois                                         | André Vermare                          | Dans le square Jovin-Bouchard                          |                                                                      | À déterminer | 45° 25′ 54″ nord, 4° 23′ 21″ est | Coq gaulois                                         |
| Cube Gigogne                                        | Jérôme Balme et Dorothée Noirbent      | Sur la place Chavanelle                                |                                                                      | 2015         | 45° 26′ 04″ nord, 4° 23′ 33″ est | Cube Gigogne                                        |
| Monument à Jean Dasté                               | Roger-Louis Chavanon                   | Médiathèque de Tarentaize                              |                                                                      | À déterminer | 45° 26′ 07″ nord, 4° 22′ 50″ est | Image manquante                                     |
| Le Déluge                                           | Paul-Gabriel Capellaro                 | Dans les jardins de l'hôpital Bellevue                 |                                                                      | 1905         | à géolocaliser                   | Image manquante                                     |
| Dévideuse                                           | Jules Salmson                          | Lycée Claude-Fauriel                                   |                                                                      | À déterminer | à géolocaliser                   | Image manquante                                     |
| Buste d'Antoine Durafour                            | Émile Tournayre                        | Sur la place Anatole-France                            |                                                                      | 1934         | 45° 25′ 51″ nord, 4° 23′ 26″ est | Buste d'Antoine Durafour                            |
| Égyptienne                                          | Mathurin Moreau                        | Rue Émile-Littré                                       |                                                                      | 1915         | 45° 25′ 53″ nord, 4° 23′ 16″ est | Égyptienne                                          |
| Fanny                                               | Albert-Louis Chanut                    | Sur la place Auguste-Graeff                            |                                                                      | À déterminer | 45° 25′ 20″ nord, 4° 23′ 54″ est | Image manquante                                     |
| Femmes noires                                       | Ndary Lô                               | Dans le parc Léopold-Sédar-Senghor                     |                                                                      | 2005         | 45° 24′ 53″ nord, 4° 23′ 36″ est | Femmes noires                                       |
| Monument à José Frappa                              | Georges Bareau                         | Sur la place Jean-Jaurès                               |                                                                      | 1912         | 45° 26′ 31″ nord, 4° 23′ 12″ est | Monument à José Frappa                              |
| Gimme Shelter                                       | Nathalie Talec                         | Sur la place de la Manufacture-d'Armes                 |                                                                      | 2013         | 45° 27′ 01″ nord, 4° 23′ 03″ est | Gimme Shelter                                       |
| Ginette                                             | Albert-Louis Chanut                    | Le Montcel                                             | Œuvre déplacée.                                                      | À déterminer | à géolocaliser                   | Image manquante                                     |
| Monument à Joseph-Marie Jacquard                    | Paul Landowski                         | Sur la place Jacquard                                  |                                                                      | À déterminer | 45° 26′ 30″ nord, 4° 22′ 55″ est | Monument à Joseph-Marie Jacquard                    |
| Buste de Jules Janin                                | À déterminer                           | Sur la place Sadi-Carnot                               | Réplique en pierre de l'original en bronze, fondu sous l'Occupation. | À déterminer | 45° 26′ 51″ nord, 4° 23′ 07″ est | Buste de Jules Janin                                |
| Buste de Jean Jaurès                                | Émile Tournayre                        | Sur la place Jean-Jaurès                               |                                                                      | À déterminer | 45° 26′ 27″ nord, 4° 23′ 14″ est | Buste de Jean Jaurès                                |
| Statue équestre de Jeanne d'Arc                     | Emmanuel Frémiet                       | Sur la place Boivin                                    |                                                                      | 1916         | 45° 26′ 11″ nord, 4° 23′ 07″ est | Statue équestre de Jeanne d'Arc                     |
| Kino-pilastre                                       | Lorraine Pellegrini                    | Cinéma Le Méliès                                       | Pignon réhabilité.                                                   | 1990         | à géolocaliser                   | Image manquante                                     |
| Statue de la Liberté                                | Auguste Bartholdi                      | Rue Chevreul                                           |                                                                      | À déterminer | 45° 25′ 27″ nord, 4° 23′ 30″ est | Statue de la Liberté                                |
| La Louve                                            | À déterminer                           | Dans les jardins de l'école supérieure d'art et design |                                                                      | À déterminer | à géolocaliser                   | Image manquante                                     |
| Buste de Marianne                                   | À déterminer                           | Sur la place de la République (Côte Chaude)            |                                                                      | 1988         | 45° 26′ 41″ nord, 4° 21′ 48″ est | Marianne de Côte Chaude                             |
| La Métallurgie                                      | Étienne Montagny                       | Hôtel de ville                                         |                                                                      | À déterminer | 45° 26′ 23″ nord, 4° 23′ 14″ est | La Métallurgie                                      |
| Buste de Jean Moulin                                | André Longeon                          | Sur la place Jean-Moulin                               |                                                                      | 1983         | 45° 26′ 16″ nord, 4° 23′ 32″ est | Buste de Jean Moulin                                |
| Le Mur                                              | Multiples                              | Rue du Frère-Maras                                     | Investi par un artiste différent chaque mois.                        | 2014         | 45° 26′ 03″ nord, 4° 23′ 14″ est | Image manquante                                     |
| Muse de l'Artisanat                                 | Hervé Audouard                         | Sur la place Chapelon                                  |                                                                      | 1993         | 45° 25′ 53″ nord, 4° 23′ 38″ est | Muse de l'Artisanat                                 |
| Muse de Massenet                                    | Joseph Lamberton                       | Dans le square Violette                                |                                                                      | 1929         | 45° 26′ 14″ nord, 4° 23′ 25″ est | Muse de Massenet                                    |
| Ouvrier terrassier                                  | Marcel Lambert                         | Dans les jardins du musée d'art et d'industrie         |                                                                      | 1905         | à géolocaliser                   | Ouvrier terrassier                                  |
| Pas à pas                                           | Chantal Dugave                         | Sur la place Chavanelle                                |                                                                      | 2004         | 45° 26′ 05″ nord, 4° 23′ 33″ est | Image manquante                                     |
| Pouet                                               | Rémy Jacquier                          | Sur la place Chavanelle                                |                                                                      | 2006         | 45° 26′ 05″ nord, 4° 23′ 32″ est | Pouet                                               |
| R du large                                          | Ghyslain Bertholon et Maxime Bourgeaux | Sur la place Chavanelle                                |                                                                      | À déterminer | 45° 26′ 06″ nord, 4° 23′ 33″ est | R du large                                          |
| Monument à Roger Rivière                            | À déterminer                           | Rue Denis Papin                                        | Plaque commémorative                                                 | 2013         | 45° 25′ 40″ nord, 4° 23′ 15″ est | Image manquante                                     |
| La Rubanerie                                        | Étienne Montagny                       | Hôtel de ville                                         |                                                                      | À déterminer | 45° 26′ 23″ nord, 4° 23′ 15″ est | La Rubanerie                                        |
| Sculpture monumentale                               | Emmanuel Louisgrand                    | Sur la place du Bicentenaire                           |                                                                      | À déterminer | 45° 25′ 10″ nord, 4° 23′ 35″ est | Sculpture monumentale                               |
| Buste de Marc Seguin                                | Eugène Guillaume                       | École nationale supérieure des mines                   |                                                                      | 1927         | à géolocaliser                   | Buste de Marc Seguin                                |
| Sphinx                                              | Jean-Marc Bonnard                      | Rue Émile-Littré                                       | L'original réalisé par Ch. Beyer est volé en 1990                    | À déterminer | 45° 25′ 53″ nord, 4° 23′ 16″ est | Sphinx                                              |
| Tempo                                               | François Bauchet                       | Sur l'esplanade de France                              |                                                                      | À déterminer | 45° 26′ 35″ nord, 4° 23′ 59″ est | Image manquante                                     |
| Vénus                                               | Paul Belmondo                          | Sur la place Jean-Jaurès                               |                                                                      | 1951         | 45° 26′ 29″ nord, 4° 23′ 11″ est | Vénus                                               |

### Fontaines
| Œuvre                | Auteur                         | Localisation                                                         | Notes | Installation | Coordonnées                      | Illustration         |
| -------------------- | ------------------------------ | -------------------------------------------------------------------- | ----- | ------------ | -------------------------------- | -------------------- |
| Fontaine des Creuses | À déterminer                   | Rue des Creuses                                                      |       | À déterminer | 45° 25′ 57″ nord, 4° 23′ 22″ est | Fontaine des Creuses |
| L'Enfant au masque   | Charles Robert Champagny       | Intersection de la grand'rue et du cours Jovin-Bouchard              |       | À déterminer | 45° 25′ 55″ nord, 4° 23′ 21″ est | L'Enfant au masque   |
| Homme à la panthère  | Joseph-Michel Caillé           | Rue Sainte-Catherine                                                 |       | 1923         | 45° 26′ 13″ nord, 4° 23′ 11″ est | Image manquante      |
| Fontaine             | Albert-Ernest Carrier-Belleuse | Hôtel de ville                                                       |       | À déterminer | 45° 26′ 26″ nord, 4° 23′ 14″ est | Fontaine             |
| Le Petit Buveur      | Charles Robert Champagny       | Intersection de la rue de la Résistance et de la rue Georges-Tessier |       | À déterminer | 45° 26′ 15″ nord, 4° 23′ 11″ est | Le Petit Buveur      |
| Fontaine             | À déterminer                   | Place Neuve                                                          |       | À déterminer | 45° 26′ 07″ nord, 4° 23′ 25″ est | Fontaine             |
| Fontaine             | À déterminer                   | Sur la place Saint-Roch                                              |       | À déterminer | 45° 25′ 47″ nord, 4° 23′ 36″ est | Fontaine             |
| Fontaine des Saisons | À déterminer                   | Sur la place du Peuple                                               |       | À déterminer | 45° 26′ 10″ nord, 4° 23′ 16″ est | Fontaine des Saisons |
| Fontaine             | À déterminer                   | Dans le square Jean-Cocteau                                          |       | À déterminer | 45° 26′ 07″ nord, 4° 23′ 29″ est | Fontaine             |
| Fontaine             | André Longeon                  | Université Jean Monnet                                               |       | À déterminer | 45° 25′ 22″ nord, 4° 25′ 32″ est | Image manquante      |

### Monuments aux morts
| Œuvre                                         | Auteur                           | Localisation                                                                                           | Notes | Installation | Coordonnées                      | Illustration                            |
| --------------------------------------------- | -------------------------------- | --- | ----- | ------------ | -------------------------------- | --------------------------------------- |
| Monument aux morts de la guerre de 1870-1871  | André Vermare et Pierre Varinard | Dans le square Jovin-Bouchard                                                                          |       | 1898         | 45° 25′ 54″ nord, 4° 23′ 19″ est | Monument aux morts de la guerre de 1870 |
| Monument aux morts                            | Alfred Rochette et Jean Fara     | Sur la place Fourneyron                                                                                |       | 1933         | 45° 26′ 23″ nord, 4° 23′ 47″ est | Image manquante                         |
| Le Fusillé                                    | Georges Salendre                 | Sur l'esplanade de France                                                                              |       | 1969         | 45° 26′ 35″ nord, 4° 23′ 56″ est | Le Fusillé                              |
| Monument du génocide arménien                 | R. Toros                         | Rue Michelet                                                                                           |       | 1989         | 45° 25′ 56″ nord, 4° 23′ 25″ est | Monument du génocide arménien           |
| Monument aux morts d'Afrique du Nord          | James Keller                     | Sur la place Fourneyron                                                                                |       | 2001         | 45° 26′ 23″ nord, 4° 23′ 46″ est | Monument aux morts d'Afrique du Nord    |
| Monument aux morts de Côte-Chaude             | À déterminer                     | Sur la place de la République                                                                          |       | À déterminer | 45° 26′ 41″ nord, 4° 21′ 48″ est | Monument aux morts de Côte Chaude       |
| Monument commémoratif du lycée Claude-Fauriel | Joanny Durand                    | Intersection de l'avenue de la Libération et du cours Hippolyte-Sauzea, devant le lycée Claude-Fauriel |       | À déterminer | 45° 26′ 14″ nord, 4° 23′ 36″ est | Image manquante                         |
| Monument aux morts du 102e RIT                | À déterminer                     | Sur la place Louis-Comte                                                                               |       | À déterminer | 45° 25′ 54″ nord, 4° 23′ 18″ est | Image manquante                         |